# Betlejem (Rudołowice)
Betlejem – część wsi Rudołowice położona w województwie podkarpackim, w powiecie jarosławskim, w gminie Roźwienica.
Przysiółek założyli osadnicy ze wsi Jodłówka. W 1939 wybudowano w szczerym polu drewniane pomieszczenie, które chłopi z pobliskiego folwarku nazywali Betlejem. Nazwa z czasem przeniosła się na cały przysiółek.